# Dassault Aviation

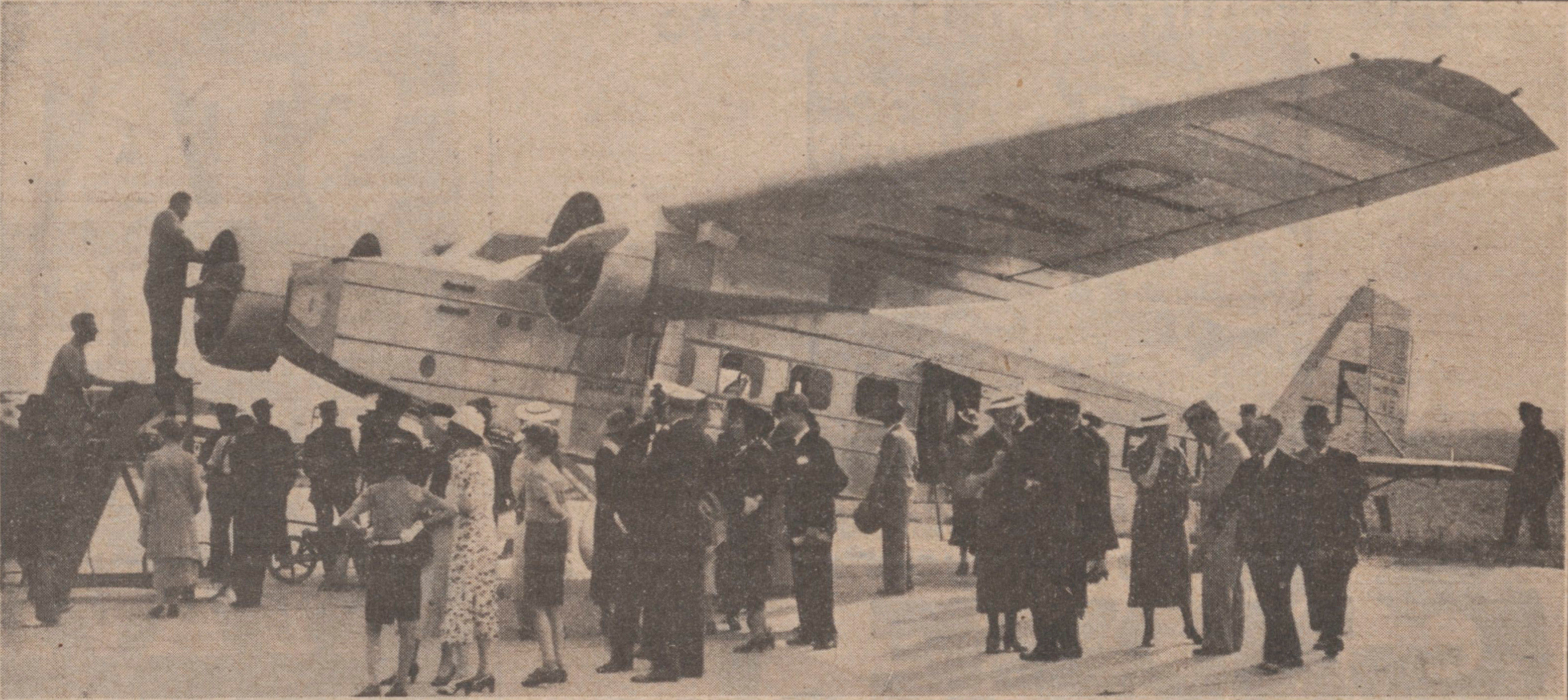
MB-120 of Bloch 120 Ville de Tananarive (1935)

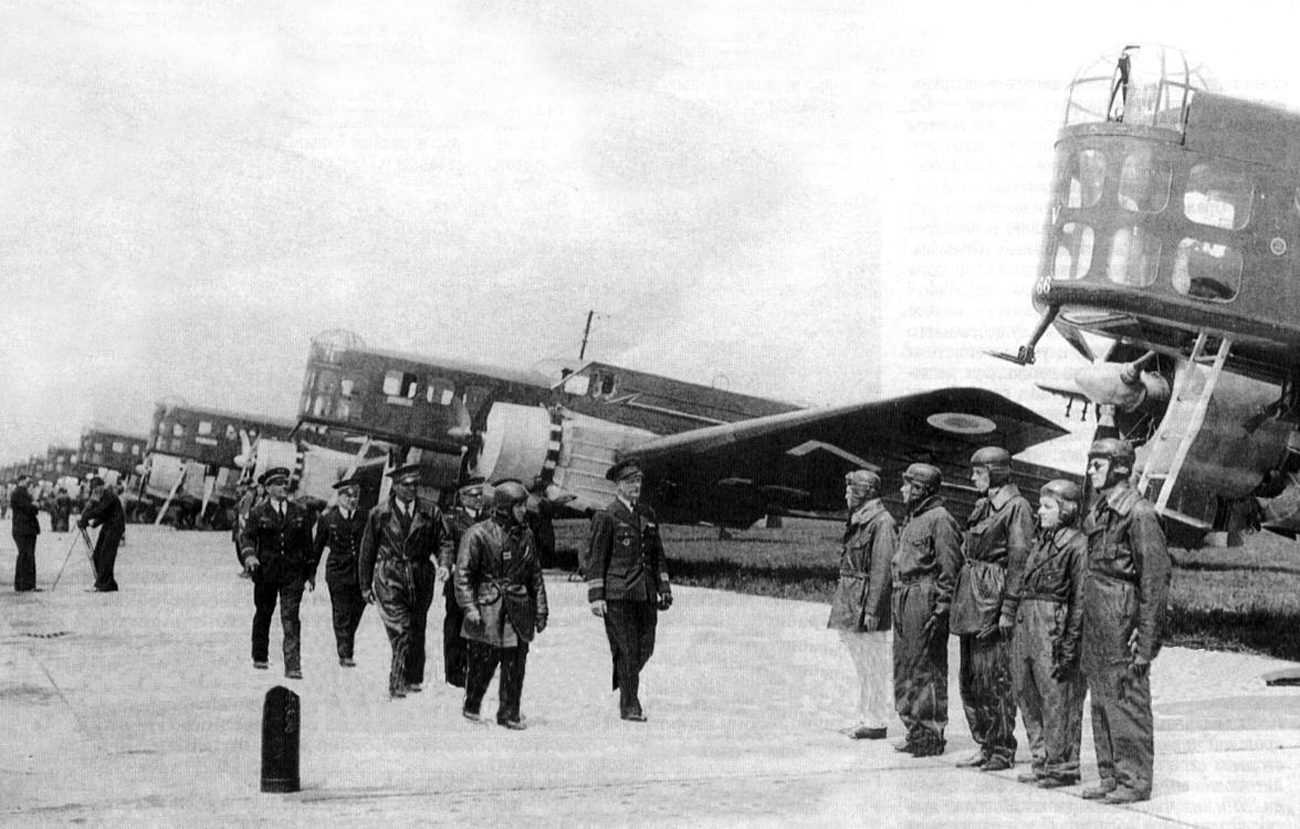
MB-210 bommenwerper (1936)

Dassault Aviation is een Franse bouwer van gevechtsvliegtuigen, privéjets en kleine lijnvliegtuigen. Het bedrijf is een onderdeel van de Groupe Dassault. Dassault Aviation is volledig eigenaar van Sogitec dat actief is in luchtvaartsimulaties, stereoscopie, militaire vliegsimulators en document imaging-systemen.

## Geschiedenis
Marcel Bloch is geboren op 22 januari 1892 in Parijs. Hij ging naar een luchtvaartschool en in 1916 ontwierp hij een propeller, de Éclair,  voor het Nieuport gevechtsvliegtuig. Hij wilde ook zelf vliegtuigen gaan maken en met zijn vrienden Henry Potez en Louis Coroller richtte hij Société d’Études Aéronautiques (SEA) op. Dit bedrijf ging officieel op 1 juli 1917 van start. Ze kwamen met een tweezitter, de SEA IV, en het leger bestelde 1000 exemplaren. De productie begon traag en tegen het einde van de oorlog waren er 115 geproduceerd. Na de oorlog nam de belangstelling af en raakte de vliegtuigbouw in de problemen.
In 1929 nam de interesse weer toe. Bloch had een eigen ontwerpstudio opgezet en kwam met het voorstel van een driemotorig vliegtuig geheel gemaakt van metaal voor het vervoer van luchtpost. Deze versie kwam niet in productie, maar wel de opvolger, de MB-120, voor het contact tussen Frankrijk en de kolonies in Afrika. Hiermee was de basis gelegd. In 1931 volgde een eenmotorig toestel voor het vervoer van gewonden, de MB-81, en in 1933 kwam het tweemotorige gevechtsvliegtuig de MB-200, in 1934 de MB-210 en de MB-131 in 1936. Voor de civiele markt maakte zijn bedrijf de MB-220 en de MB-160, uitgerust met vier motoren, voor Air France. Voor het uitbreken van de Tweede Wereldoorlog waren er 1800 militaire en civiele vliegtuigen gemaakt en behoorde zijn bedrijf tot de grote vliegtuigbouwers in het land.
Het bedrijf van Marcel Bloch – die later zijn naam veranderde in Marcel Dassault – heeft in zijn geschiedenis meerdere namen gehad:
- 1929-1947: Société des Avions Marcel Bloch
- 1947-1971: Avions Marcel Dassault
- 1971-1990: Avions Marcel Dassault-Breguet Aviation
- Sinds 1990: Dassault Aviation

In december 2009 kocht Dassault Aviation het belang van Alcatel-Lucent in Thales. Dassault nam het belang van 20,8% over voor € 1,6 miljard.  Het had al 5,2% van de aandelen Thales in handen waarmee het totale belang uit is gekomen op 27%.

## Directeurs
- 1936-1986: Marcel Dassault
- 1986-2000: Serge Dassault
- 2000-2012: Charles Edelstenne
- Sinds 2013: Éric Trappier

## Aandeelhouders
Per 31 december 2023 waren de aandeelhouders als volgt:
- Groupe Dassault: 64,3% (stemrecht: 79,3%)
- Airbus Group: 10,2% (6,3%)
- Dassault Aviation (zelfcontrole): 2,2% (0,0%)
- Free float: 23,3% (14,4%)

## Activiteiten, divisies en participaties
Dassault Aviation is een producent van militaire vliegtuigen, zakenvliegtuigen en heeft ook 25% van de aandelen van het Franse defensiebedrijf Thales in handen. De twee belangrijkste vliegtuigen zijn de Dassault Rafale en de privéjet Dessault Falcon. De Franse luchtmacht is een belangrijke klant, maar in de vijf jaren van 2015 tot en met 2019 werd tussen de 80% en 90% van de omzet in het buitenland gerealiseerd.
In 2023 werden 11 Rafales afgeleverd aan Frankrijk en twee nieuwe en zes tweede-hands toestellen aan Griekenland. Verder werden 23 Falcon toestellen besteld en 26 exemplaren afgeleverd aan klanten. Er werden nieuwe orders getekend ter waarde van € 8,3 miljard en aan het einde van 2023 stond het orderboek op € 38,5 miljard, waarvan 70% afkomstig uit het buitenland.
In India heeft het sinds 2017 een joint venture Dassault Reliance Aerospace Limited (DRAL). Deze joint venture zal de activiteiten van Dassualt Aviation in India ondersteunen. DRAL maakt onderdeel uit van een contract voor 36 Rafale-toestellen aan het land.

## Vliegtuigmodellen

### Militair
- Bloch SEA IV (1918)
- MB 80-81 (1932)
- MB 200 (1933)
- MB 210 (1934)
- MB 120 (1933)
- MB 130 (1935)
- MB 211 (1935)
- MB 131 (1936)
- MB 150-157 (1937)
- MB 133 (1937)
- MB 170 (1938)
- MB 500 (1938)
- MB 174 (1939)
- MB 135 (1939)
- MB 480 (1939)
- MB 134 (1939)
- MB 176 (1939)
- MB 175 (1939)
- MB 700 (1940)
- MB 161 (1939)
- MB 162 (1940)
- MB 800 (1941)
- MB 303 (1947)
- MD 315 Flamant (1947)
- Ouragan (1951)
- Mystère II (1951)

### Militair (vervolg)
- MD 453 (1952)
- Mystère IV (1952)
- MD 550 (1955)
- Super Mystère B1 (1955)
- Super Mystère B2 (1956)
- Mirage III (1956)
- Étendard II (1956)
- Étendard IV (1956)
- MD 410 Spirale (1960)
- Balzac V (1962)
- Mirage IV (1960)
- Mirage F1 (1966)
- Mirage 5 (1967)
- Mirage G (1967)
- Milan (1968)
- Mirage G-4/G-8 (1971)
- Alpha Jet (1973)
- Super-Étendard (1974)
- Falcon Guardian 01 (1977)
- Mirage 2000 (1978)
- Mirage 4000 (1979)
- Mirage 50 (1979)
- Falcon Guardian (1981)
- ATL 2 (1982)
- Rafale (1986)
- nEUROn (2009)

### Civiel
- MB.60/61 (1930)
- MB.90/92 (1932)
- MB.120 (1932)
- MB.220 (1936)
- MB.161 (1937)
- Mystère-Falcon 20 (1963)
- Falcon 10 (1970)
- Mercure 100 (1971)
- Falcon 30 (1973)
- Falcon 50 (1976)
- Falcon 900 (1984)
- Falcon 2000 (1993)
- Falcon 2000EX (2001)
- Falcon 900EX (1995)
- Falcon 7X (2005)
- Falcon 900DX (2005)
- Falcon 2000DX (2007)